# Думнова, Елена Дмитриевна
Елена Дмитриевна Думнова (4 августа 1970, Хоронхой, Кяхтинский район, Бурятская АССР) — российская биатлонистка и лыжница, чемпионка Европы, двукратная чемпионка и призёр Универсиады, участница Кубка мира, призёр чемпионата мира по летнему биатлону. Мастер спорта России международного класса по биатлону, мастер спорта России по лыжным гонкам.

## Биография
В школьные годы занималась лыжными гонками в Усть-Баргузине у тренера Александра Викторовича Ушакова, затем поступила в вуз в Улан-Удэ и стала заниматься биатлоном у Владимира Петровича Бусовикова.
В 1993 году принимала участие в зимней Универсиаде в польском Закопане. Стала победительницей в индивидуальной гонке и эстафете, а также заняла пятое место в спринте. На этих же соревнованиях участвовала в женской эстафете по лыжным гонкам и завоевала бронзовую медаль.
В сезоне 1993/94 стала призёром на внутрироссийских отборочных соревнованиях и была включена в сборную страны. В том же сезоне одержала победу в Кубке России и на «Празднике Севера» в Мурманске.
Принимала участие в первом чемпионате Европы по биатлону 1994 года в Контиолахти, где завоевала золотые медали в эстафете вместе с Ириной Милешиной и Ларисой Новосельской. Также на этом чемпионате стала четвёртой в индивидуальной гонке и пятой — в спринте.
Приняла участие в трёх гонках Кубка мира в сезоне 1994/95 на этапах в Бад-Гаштайне и Поклюке. В своей первой гонке, индивидуалке в Бад-Гаштайне, заняла 25-е место и набрала единственное очко в зачёт Кубка мира.
Становилась победительницей этапов Кубка Европы, чемпионкой и призёром чемпионата России[уточнить].
В 1998 году стала бронзовым призёром чемпионата мира по летнему биатлону в эстафете, на этом чемпионате также была 13-й в спринте и 14-й — в гонке преследования.
Завершила спортивную карьеру в 1999 году. Живёт в Бурятии. Несколько лет работала вне спорта, так как развитие биатлона в республике было приостановлено. В последние годы работает тренером в ДЮСШ № 4 г. Улан-Удэ. В 2013 году участвовала в эстафете олимпийского огня в Бурятии.

## Личная жизнь
Окончила биолого-химический факультет Бурятского государственного педагогического института (1993).
Замужем, супруг — Алексей Коробенков, в прошлом спортсмен-легкоатлет. Дочь Ирина.